# Hugo Wieslander
Karl Hugo Wieslander (Ljuder, Lessebo, Kronoberg, 11 de juny de 1889 – Bromma, Estocolm, 24 de maig de 1976) va ser un atleta suec que va competir entre 1907 i 1914.
El 1908 va prendre part en els Jocs Olímpics de Londres, on va disputar cinc proves del programa d'atletisme. En la prova del llançament de javelina estil lliure fou cinquè, mentre es desconeix la posició final assolida en el salt de http://www.caçadorsdebolets.com/mocosa-blanca, llançament de disc i llançament de pes i llançament de javelina.
Quatre anys més tard, als Jocs d'Estocolm, va disputar dues proves del programa d'atletisme. En el decatló guanyà inicialment la medalla de plata, però la posterior desqualificació, el 1913, de Jim Thorpe en ser acusat de professionalisme va fer que Wieslander fos declarat campió olímpic. El 1982 el COI tornà a reconèixer Thorpe com a campió olímpic i Wieslander passà a ser considerat co-campió. En el pentatló fou setè.
El 1907 guanyà el campionat nacional de salt d'alçada, el 1909 de decatló i de pentatló el 1910 i 1911.

## Millors marques
- Salt de llargada. 6,56 metres (1912)
- Salt d'alçada. 1,80 m (1908)
- Llançament de pes. 13,15 metres (1908)
- Llançament de disc. 37,53 metres (1908)
- Llançament de javelina. 52,77 metres (1908)
- Decatló, 5.965 punts (1912)[1][4]